# 見沼代親水公園駅
見沼代親水公園駅（みぬまだいしんすいこうえんえき）は、東京都足立区舎人二丁目にある東京都交通局日暮里・舎人ライナーの駅。同線の終着駅である。駅番号はNT 13。
足立区ならびに東京23区内の最北端の駅で、東京都交通局が管理する駅の中でも最北端に位置する。

## 歴史
- 2008年（平成20年）3月30日 - 開業[2][3]。

### 駅名の由来

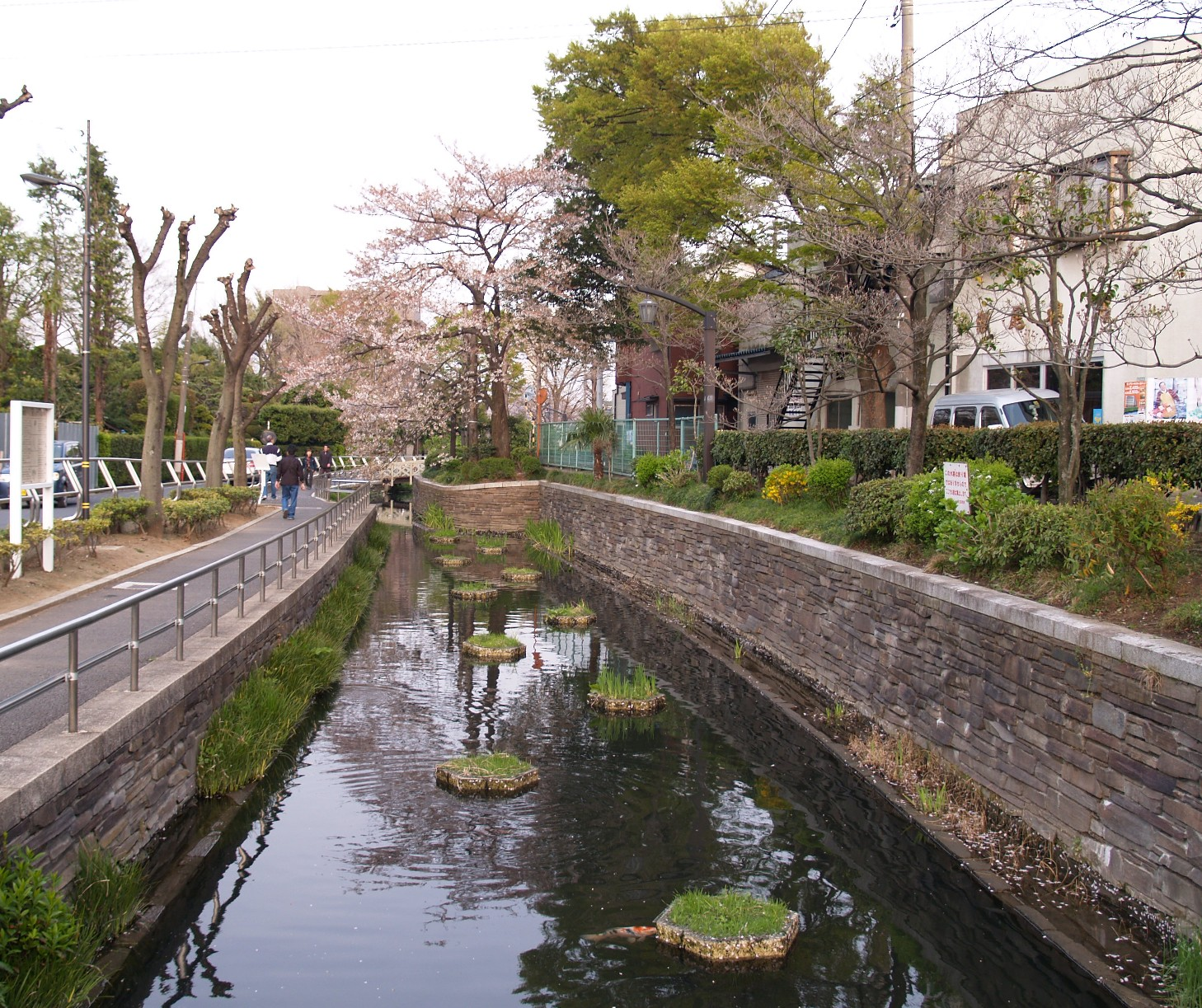
見沼代親水公園（2008年4月）

駅の北側にある見沼代親水公園から名付けられた。見沼代親水公園は見沼代用水（見沼代用水東縁）の一部（約1.7 km）が整備されたものである。建設時から「見沼代親水公園」駅という仮称が付けられていた。
駅や公園の所在地は「舎人」であり、駅名を決める際に足立区が行った公募では、1位が482票の「舎人」駅、2位の「見沼代親水公園」駅は156票と大差がついた。しかし、区民からの「仮称名称で慣れ親しんでいる」という意見や、区の指針として同公園を「快適な居住環境をつくる重要な施設」と位置付けていることを踏まえ、足立区は仮称通りの「見沼代親水公園」駅を推薦順位第1位とし、2006年11月13日に正式決定した。
なお、地名としての「見沼」は、さいたま市見沼区など全て見沼の跡地である埼玉県側にある。

## 駅構造
島式ホーム1面2線を有する高架駅である。
車両基地のある舎人公園駅との間に、出入庫を兼ねた区間列車（営業列車）と回送列車が設定されている（東京都交通局日暮里・舎人ライナー#運行形態も参照）。また、夜間滞泊が行われている。

### のりば
| 番線 | 路線                 | 行先       |
| ---- | -------------------- | ---------- |
| 1・2 | 日暮里・舎人ライナー | 日暮里方面 |

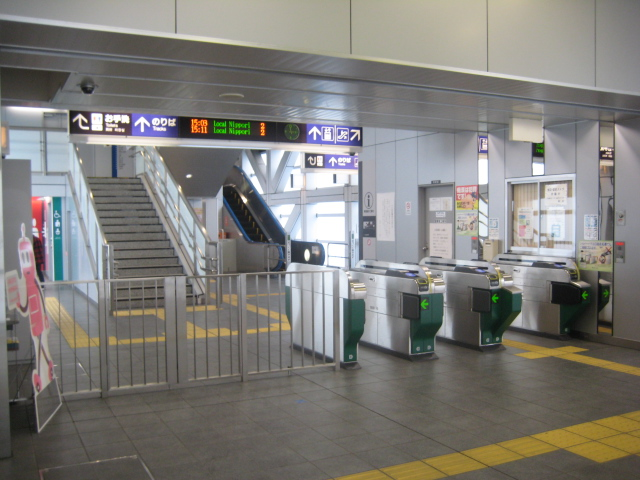
改札口（2009年11月10日）
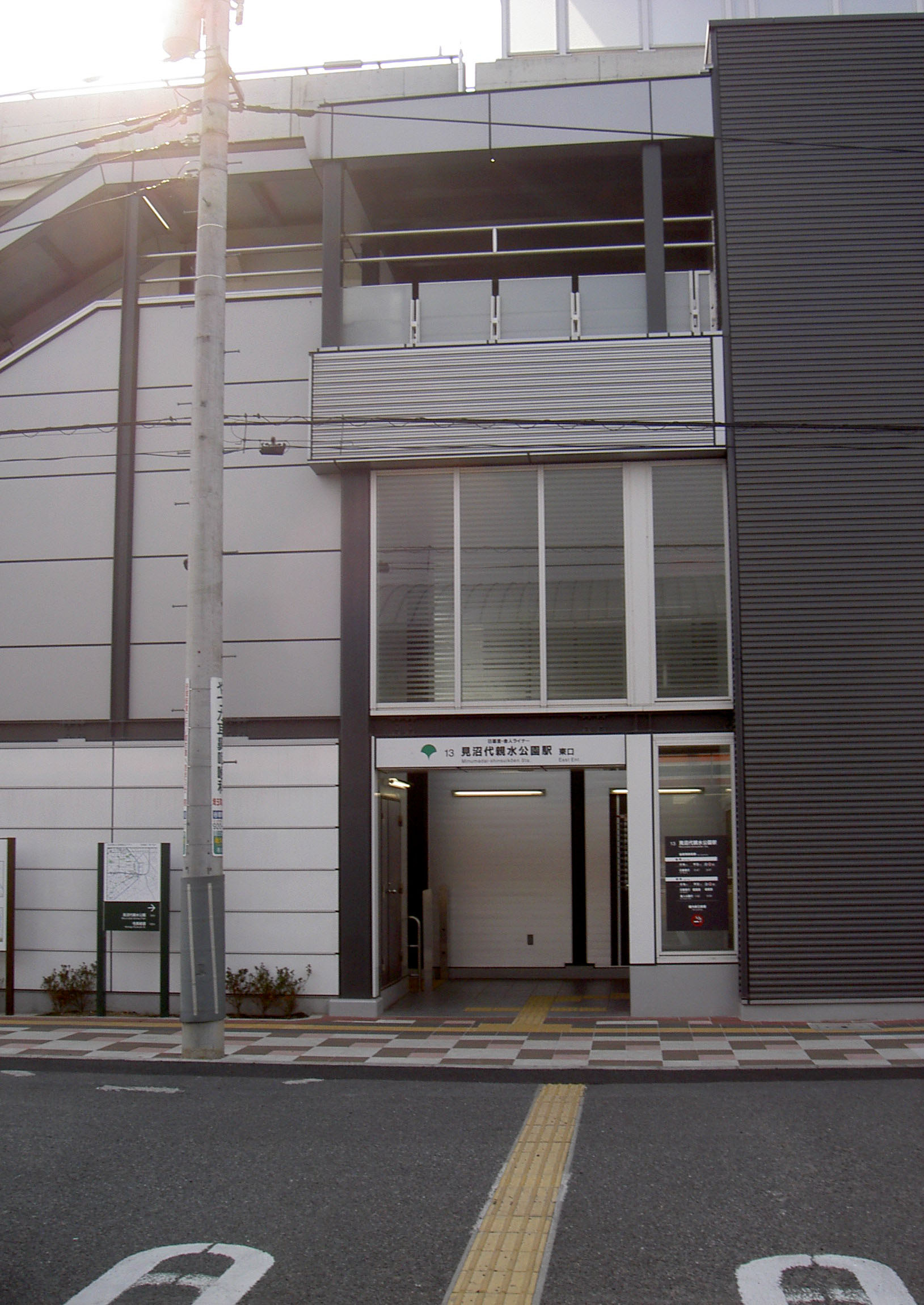
駅東口（2008年4月4日）

## 利用状況
2023年（令和5年）度の1日平均乗降人員は13,251人（乗車人員：6,681人、降車人員：6,570人）である。日暮里・舎人ライナーの駅では日暮里駅、西日暮里駅に次ぐ第3位である。当駅は足立区の駅であるが、立地条件から埼玉県草加市や川口市の利用者も多い。
開業以来の1日平均乗降・乗車人員の推移は下表の通り。
| 年度               | 1日平均 乗降人員 | 1日平均 乗車人員 | 出典     |
| ------------------ | ---------------- | ---------------- | -------- |
| 2007年（平成19年） |                  | 8,299            | [ * 1 ]  |
| 2008年（平成20年） | 7,667            | 3,772            | [ * 2 ]  |
| 2009年（平成21年） | 7,938            | 3,996            | [ * 3 ]  |
| 2010年（平成22年） | 8,591            | 4,327            | [ * 4 ]  |
| 2011年（平成23年） | 8,935            | 4,504            | [ * 5 ]  |
| 2012年（平成24年） | 9,288            | 4,680            | [ * 6 ]  |
| 2013年（平成25年） | 10,161           | 5,114            | [ * 7 ]  |
| 2014年（平成26年） | 10,722           | 5,389            | [ * 8 ]  |
| 2015年（平成27年） | 11,638           | 5,858            | [ * 9 ]  |
| 2016年（平成28年） | 12,301           | 6,191            | [ * 10 ] |
| 2017年（平成29年） | 13,013           | 6,550            | [ * 11 ] |
| 2018年（平成30年） | 13,371           | 6,730            | [ * 12 ] |
| 2019年（令和元年） | 13,719           | 6,903            | [ * 13 ] |
| 2020年（令和02年） | 10,856           | 5,464            |          |
| 2021年（令和03年） | 11,348           | 5,716            |          |
| 2022年（令和04年） | 12,258           | 6,178            |          |
| 2023年（令和05年） | 13,251           | 6,681            |          |

備考
1. ↑  2008年3月30日開業。開業日から同年3月31日までの計2日間を集計したデータ[13]。

## 駅周辺
上記の通り、東京都区部の最北部にあり、埼玉県境がすぐ近く、草加市（南西部）と川口市（新郷地区・鳩ヶ谷地区）の2市が近接している。いずれも従来は最寄り駅に向かう路線バスが公共交通の大半を担っていた地域であるため、駅勢圏は都区部に所在する駅の割には広い。
駅周辺は、主に住宅地となっている。
- 見沼代親水公園 - 当駅北側にあり、当駅の名称由来ともなっている。駅をまたいだ1.7キロメートルの水路をもつ親水公園で、水路沿いに約70本の八重桜、しだれ桜などが見られる[14][6]。
- 毛長緑道 - 見沼代親水公園の北側に隣接する、毛長川の改修により生じた旧流路を活用した公園。
- 舎人諏訪神社 - 毎年8月下旬に境川部屋の協力による子供相撲大会が開催される。
- 舎人二ツ橋 - 毛長川に架かる橋梁。元は付近の見沼代用水（現：見沼代親水公園）および毛長川旧流路（現：毛長緑道）に架かっていた2つの橋の総称だった。駅開業前のバス停留所名の由来。なお、付近の交差点名は「2っ橋」の表記となっている。
- 舎人氷川神社
- 竹の塚警察署見沼代親水公園駅前交番
- 境川部屋
- 島忠 ホームズ草加舎人店 - 草加市
- いすゞ自動車首都圏東京北サービスセンター - 川口市
- コモディイイダ 榛松店 - 川口市

## バス路線
駅前交通広場内に東武バスセントラル、都営バス、国際興業バスの路線が発着している。停留所名は「見沼代親水公園駅」（都営バスのみ「見沼代親水公園駅前」）。乗り入れ系統のうちの半分程度は草加市や川口市など埼玉県内へ運行する。なお、当駅開業前の本停留所は「舎人二ツ橋」を名乗っていた。
見沼代親水公園駅・見沼代親水公園駅前
| 系統   | 主要経由地                                                       | 行先                                        | 運行事業者         | 所管       |
| ------ | ---------------------------------------------------------------- | ------------------------------------------- | ------------------ | ---------- |
| 竹03   | 舎人町・伊興町                                                   | 竹の塚駅西口                                | 東武バスセントラル | 足立       |
| 草加22 | 島忠ホームズ・遊馬町中・中柳島・氷川町                           | 草加駅西口                                  | 東武バスセントラル | 草加       |
| 里48   | 江北六丁目団地                                                   | 日暮里駅前 （※平日のみ運行）                | 都営バス           | 巣鴨・千住 |
| 川口06 | 横道・鳩ヶ谷駅東口                                               | みんななかまバス 新郷循環：見沼代親水公園駅 | 国際興業バス       | 川口       |
| S-1    | 新里文化センター・谷塚駅西口・市役所入口・草加駅西口・草加保健所 | パリポリくんバス 南西ルート：草加市立病院   | 東武バスセントラル | 草加       |

※ 川口06の運行は国際興業バス、所管は川口営業所である。同様に国際興業バス川口営業所で運行していた西11（はるかぜ3号）西新井駅行きは2024年3月をもって廃止された。
※ 草加市コミュニティバス「パリポリくんバス」の運行は東武バスセントラル、所管は草加営業事務所である。

## 隣の駅
東京都交通局
 日暮里・舎人ライナー
舎人駅 (NT 12) - 見沼代親水公園駅 (NT 13)